# Manis temminckii

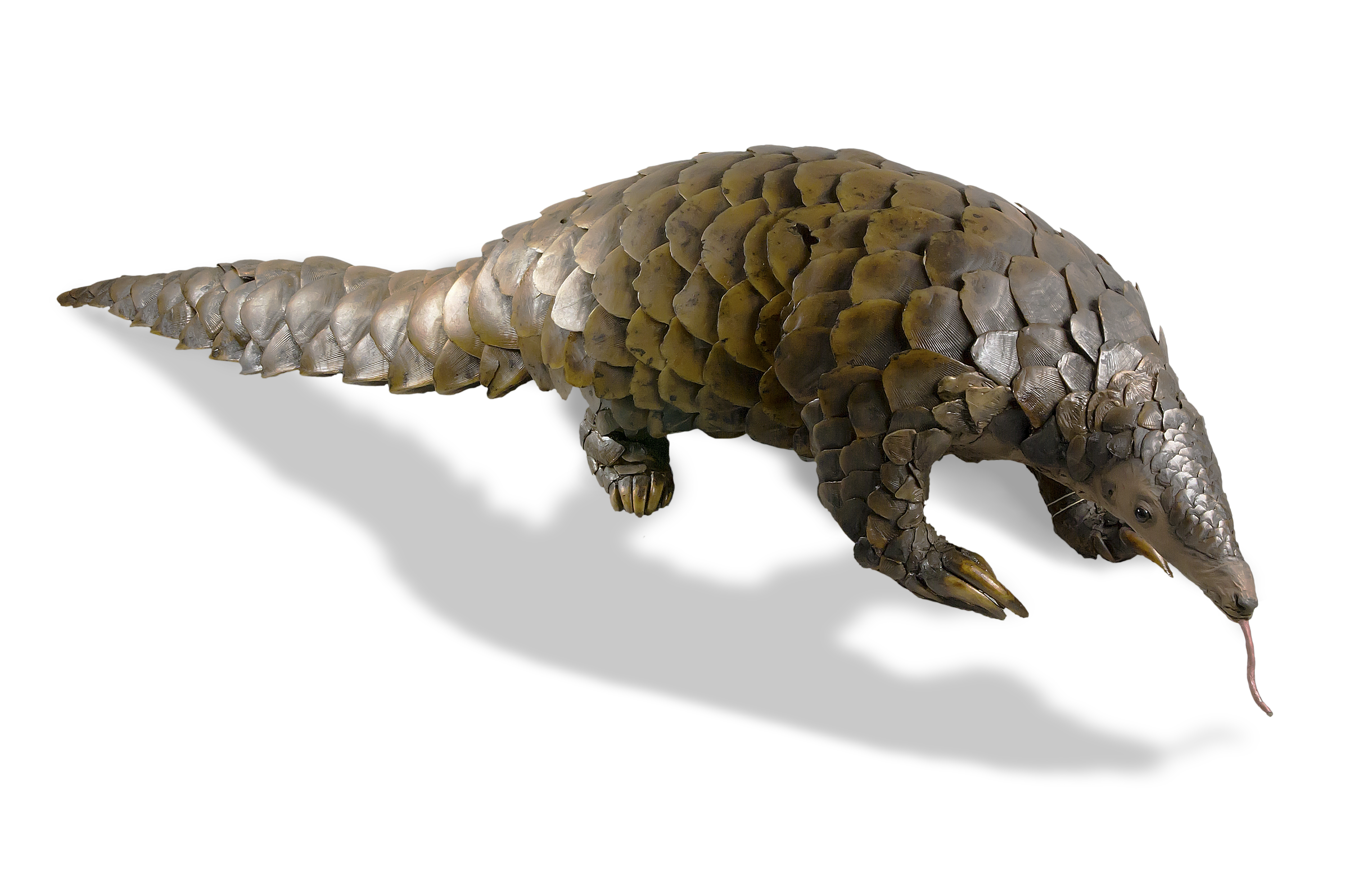
Manis temminckii

Il pangolino di Temminck o pangolino del Capo (Manis (Smutsia) temminckii Smuts, 1832) è un mammifero appartenente alla famiglia Manidae, diffuso in Africa.

## Descrizione
La lunghezza del corpo, testa compresa, può variare tra 40 e 70 cm; la coda può essere lunga altrettanto ed è prensile.  Il corpo, con l'eccezione del ventre e delle parti laterali del capo, è coperto da scaglie costituite da cheratina. Il capo è piccolo e appuntito, gli occhi piccoli e protetti da spesse palpebre. Non ha denti, ma una lunga lingua (fino a 25 cm) specializzata per la cattura di insetti. Le zampe terminano con cinque lunghi artigli.

## Biologia

### Comportamento
Se è attaccato, arrotola il corpo e assume la forma di una sfera interamente protetta dalle scaglie.

### Alimentazione
La dieta consiste soprattutto di formiche e termiti, ma occasionalmente anche di altri insetti e larve. è un animale solitario, che interrompe l'isolamento solo per l'accoppiamento. Conduce vita notturna, cercando il cibo soprattutto grazie allo sviluppatissimo olfatto. Durante il giorno riposa in tane scavate nel terreno. Pur vivendo normalmente al suolo, è in grado sia di arrampicarsi che di nuotare.

## Distribuzione e habitat
L'areale copre una vasta zone dell'Africa sub-sahariana, comprendendo il Sudafrica settentrionale, la Namibia settentrionale e orientale, lo Zimbabwe, il Mozambico, la Botswana, l'Angola meridionale, lo Zambia meridionale, il sudest della Repubblica Democratica del Congo, il Ruanda meridionale, il Malawi, la Tanzania, l'Uganda orientale, il Kenya occidentale e le zone meridionali del Sudan e del Ciad. La specie è però presente nel proprio areale con una densità molto bassa.
Gli habitat variano dalla foresta alla savana.

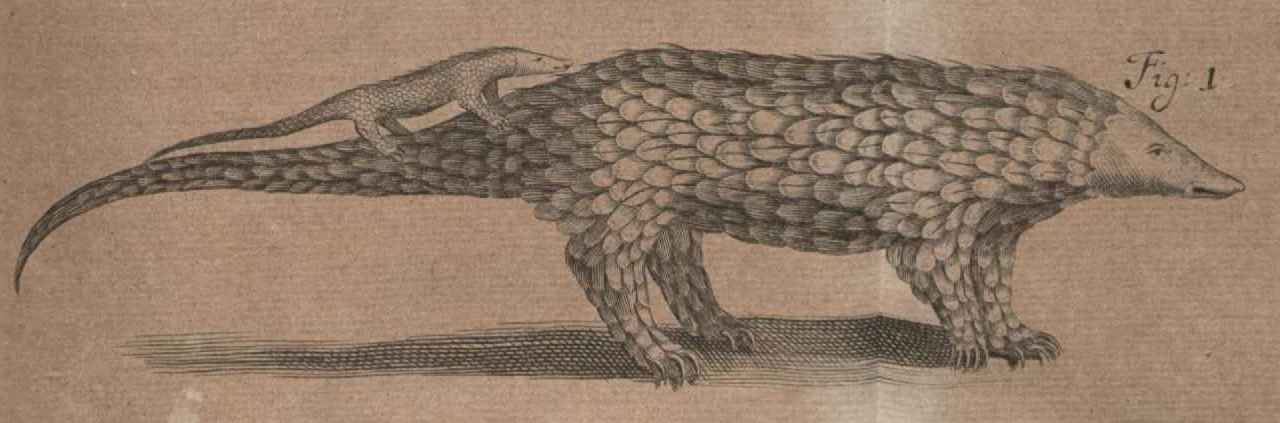
Rappresentazione di un pangolino in una tavola degli Acta Eruditorum del 1689

## Conservazione
La Lista rossa IUCN classifica questa specie come vulnerabile.